# Thank You (Royal Trux)
Thank You è il quinto album in studio del gruppo musicale statunitense Royal Trux, pubblicato nel 1995.

## Tracce
Testi e musiche di Neil Hagerty e Jennifer Herrema, eccetto dove indicato.
1. A Night to Remember – 2:32
2. The Sewers of Mars – 3:30
3. Ray O Vac – 4:04
4. Map of the City – 3:57
5. Granny Grunt – 3:52 (Hagerty, Herrema, David Berman)
6. Lights on the Levee – 4:28
7. Fear Strikes Out – 3:31
8. (Have You Met) Horror James? – 3:54 (Hagerty, Herrema, Berman)
9. You're Gonna Lose – 2:44
10. Shadow of the Wasp – 6:38 (Hagerty, Herrema, Rian Murphy)